# Hans Hermann Wilhelm Baas
Hans Hermann Wilhelm Baas (* 20. April 1902 in Doberan, Mecklenburg-Schwerin; † 31. Mai 1979 in Hamburg) war ein deutscher Werftarbeiter und Politiker.

## Leben
Baas war der Sohn des Arbeiters Carl Baas und seiner Frau Wilhelmine Jenss. Er gehörte von 1931 bis 1933 der Hamburgischen Bürgerschaft an, er war Mitglied der Fraktion der KPD. Baas war verheiratet mit Erna Anna Lucie Gellert (1908–1959). Das Paar ruht auf dem Friedhof Ohlsdorf bei Kapelle 11. Die Grabstätte ist verwaist.